# George R. Swift

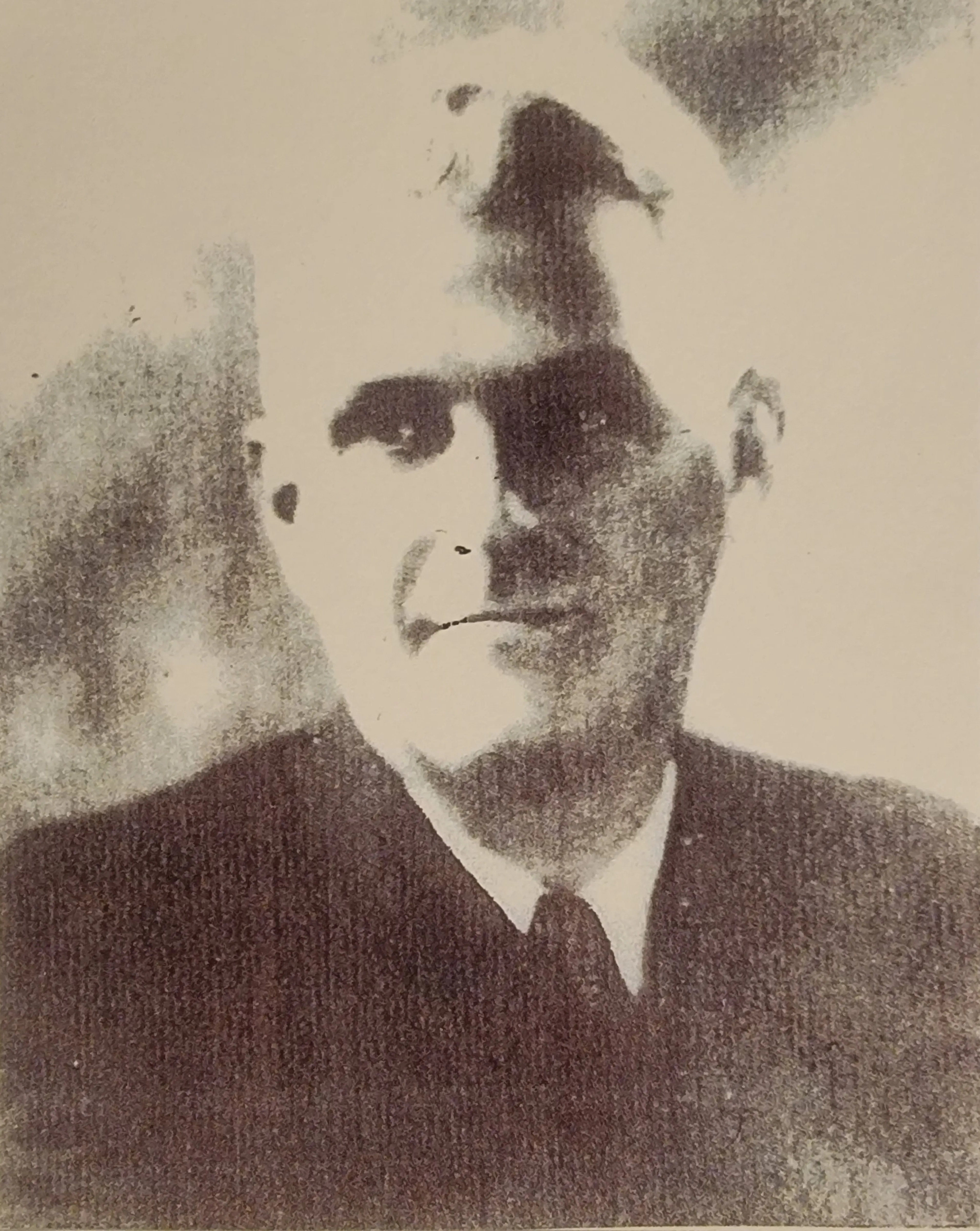
George R. Swift

George Robinson Swift (* 19. Dezember 1887 im Baldwin County, Alabama; † 10. September 1972 in New Orleans, Louisiana) war ein US-amerikanischer Politiker der Demokratischen Partei.
George Swift besuchte zunächst die öffentlichen Schulen seiner Heimat und studierte dann an der University Military School in Mobile sowie der University of Alabama in Tuscaloosa. Anschließend wurde er in der Bauholzindustrie tätig. Er war von 1931 bis 1935 Abgeordneter im Repräsentantenhaus von Alabama sowie von 1935 bis 1939 und von 1947 bis 1951 Mitglied des Senats von Alabama. Außerdem fungierte er von 1943 bis 1946 als Verantwortlicher für die staatlichen Highways. 1946 wurde er in den US-Senat berufen, um das durch den Tod von John H. Bankhead freigewordene Mandat zu übernehmen. Swift vertrat vom 15. Juni 1946 bis zum 5. November 1946 Alabama im US-Senat, für die Wahl zur Neubesetzung des Senatssitzes trat er nicht an. Anschließend betätigte er sich wieder im Bauholzgewerbe.
Swift starb am 10. September 1972 in New Orleans und wurde auf dem Oak Hill Cemetery in Atmore beigesetzt. Einer seiner Brüder war Ira P. Swift (1898–1987), der es in der United States Army bis zum Generalmajor brachte.